# Beach House
Beach House là một bộ đôi dream pop đến từ Baltimore, Maryland, Hoa Kỳ. Ban nhạc được thành lập năm 2007, với hai thành viên: Victoria Legrand – giọng ca chính và chơi keyboard – cùng Alex Scally – chơi ghita, bass, keyboard và hát bè. Ban nhạc phát hành album phòng thu cùng tên đầu tay vào năm 2006, và sau đó lần lượt phát hành 3 album khác: Devotion (2008), Teen Dream (2010), và Bloom (2012), tất cả đều nhận được sự đón nhận tích cực của giới phê bình. Cả bốn album đều lọt vào danh sách 50 album xuất sắc nhất năm trên tạp chí Pitchfork Media, bao gồm: Beach House (số 16), Devotion (số 46), Teen Dream (số 5), và Bloom (số 7). Ban nhạc sẽ phát hành Depression Cherry năm 2015.

## Lịch sử
Là một trong những nhóm nhạc dream pop xuất sắc nhất của những năm 2000 và 2010, Beach House là bộ đôi gồm ca sĩ/keyboard Victoria LeGrand và nghệ sĩ guitar Alex Scally. Trong những năm qua, Beach House đã chuyển hướng từ phong cách lo-fi quyến rũ trong những bản phát hành đầu tiên Carpark như màn ra mắt cùng tên năm 2006 sang sự hoàn hảo thanh tao cùng sự giúp đỡ của Sub Pop như Bloom trong năm 2012, nhưng họ luôn tập trung vào những giai điệu thôi miên của Scally và giọng hát mượt mà của LeGrand. LeGrand và Scally gặp nhau trong sân khấu indie rock của Baltimore và thành lập Beach House vào năm 2004. Họ đã phát hành các bài hát phát hành ngay sau đó, bao gồm cả Apple Orchar, xuất hiện trên sê-ri Infinite Mixtape MP3 của Pitchfork vào tháng 8 năm 2006. Tháng 10 năm đó, bộ đôi phát hành album đầu tay mang tên mình, thu hút sự tương phản của Nico và Mazzy Star, ở lễ hội Carpark.
Đầu năm 2007, Beach House thu âm album thứ hai trong vòng hai tháng tại Lord Baltimore Studio; kết quả là album Devotion đầy đủ hơn, nó được ra mắt lần đầu ở lễ hội âm nhạc Carpark vào năm 2008. Sau chuyến lưu diễn dài ngày đó, Scally và LeGrand đã làm việc với nhà sản xuất Chris Coady trong sản phẩm đầu tay Teen Dream của họ. Được phát hành vào đầu năm 2010, album tiếp tục được chau chuốt và cải thiện chất lượng âm nhạc của họ và lọt vào Top 50 của Billboard 200. Beach House được xây dựng dựa trên thành công của Teen Dream và Bloom trong năm 2012, một tập hợp những âm thanh và hình ảnh thống nhất nghĩa là được trải nghiệm như album đồng bộ chứ không phải một bộ sưu tập các bài hát đơn điệu. Hợp tác một lần nữa với Coady, album thứ tư của bộ đôi là album được đánh giá cao nhất của họ, nhận được sự hoan nghênh rộng rãi và lọt vào Billboard 200 ở vị trí thứ bảy. Năm 2013, Beach House phát hành Forever Still, một bộ phim hòa nhạc ngắn được quay quanh Tornillo, Texas, nơi bộ đôi thu âm Bloom.
Hai năm sau, họ trở lại với một cặp album có sự đồng sản xuất của Coady và trở lại với nhiệm vụ chính trước đó. Album Depression Cherry bị giấu kín đã xuất hiện vào tháng 8 năm 2015, trong khi Thank Your Lucky Stars bị loại bỏ đồng xuất hiện vào tháng 10 năm đó. Bộ sưu tập B-Sides và Rarity năm 2017 tập hợp 14 bài hát bao gồm Chariot và Baseball Diamond chưa từng được phát hành trước đó, cũng như bản cover Play the Game của Queen, xuất hiện lần đầu trên bản tổng hợp Dark Was the Night trong Red Hot Organization vào năm 2009.
Để thực hiện album thứ bảy, Beach House đã thực hiện một cách tiếp cận khác. Làm việc với Sonic Boom và tay trống James Barone, LeGrand và Scally đã vào phòng thu để thu âm các bài hát ngay sau khi buổi ghi âm đó kết thúc. Thành quả của họ được đặt tên là "7" trong năm 2018, trong đó có một số bản nhạc điện tử có sự kết hợp của của bộ đôi Heather Phares và Rovi.

## Danh sách đĩa nhạc

### Album phòng thu
- Beach House (Carpark Records, 2006)
- Devotion (Carpark Records, 2008)
- Teen Dream (Sub Pop Records, 2010)
- Bloom (Sub Pop Records, 2012)
- Depression Cherry (Sub Pop Records, 2015)

### Đĩa đơn và EP
- "Apple Orchard" (2006)
- "Master of None" (2006)
- "Heart of Chambers" (2008)
- "Gila" (2008)
- "You Came to Me" (2008)
- "Used to Be" (Carpark Records, 2009)
- "Norway" (Bella Union, 2010)
- "Zebra EP" (Sub Pop Records, 2010)
- iTunes Session (Sub Pop Records, 2010)
- "I Do Not Care For The Winter Sun" (2010)
- "Myth" (2012)
- "Lazuli" (2012)
- "Wild" (2012)
- "Wishes" (2013)
- "Sparks" (2015)